# Nombre de chromosomes de différentes espèces
Cet article recense le nombre de chromosomes de différents eucaryotes : protistes, champignons, plantes et animaux. La liste n'a pas vocation à être exhaustive, mais peut être considérée comme un échantillon de différents groupes.
Ni le nombre de chromosomes, ni la taille du génome (quantité d'ADN contenue dans une copie de génome), ni le nombre de gènes n'est corrélé avec la complexité de l'organisme : c'est le paradoxe de la valeur C.

## Tableau d'espèces
Sauf indication contraire, dans la colonne des remarques, les organismes cités sont supposés diploïdes et le nombre de chromosomes correspond à 2n.

Le tableau peut être trié par nom commun, nom scientifique, ou nombre de chromosomes (par défaut).
| Nom commun                                            | Nom scientifique                                      | Nombre de chromosomes (2n) | Référence | Remarques |
| ----------------------------------------------------- | ----------------------------------------------------- | -------------------------- | --------- | --- |
| Ophioglosse réticulé                                  | Ophioglossum reticulatum                              | 1440                       | [ 1 ]     | Cette espèce de fougère possède le plus grand nombre de chromosomes répertorié.                                                                                |
| Amibe protée                                          | Amoeba proteus                                        | 500-1000                   | [ 2 ]     | |
| Azuré de l'Atlas (papillon)                           | Polyommatus (Lysandra) atlantica                      | ~440                       | [ 3 ]     | Le plus grand nombre de chromosomes parmi les animaux. |
| Esturgeon à museau court                              | Acipenser brevirostrum                                | 372 ±6                     | [ 4 ]     | Hexaploïde |
| Mûrier noir                                           | Morus nigra                                           | 308                        | [ 5 ]     | Docosaploïde (2n=22x=308). Le plus grand nombre de chromosomes parmi les phanérogames (plantes à graines).                                                     |
| Prêle des champs                                      | Equisetum arvense                                     | 216                        | [ 6 ]     | |
| Rat-viscache roux d'Argentine                         | Tympanoctomys barrerae                                | 102                        | [ 7 ]     | Pseudo-tétraploïde (2n=4x-2=102). Le plus grand nombre de chromosomes parmi les mammifères.                                                                    |
| Carpe                                                 | Cyprinus carpio                                       | 100                        | [ 8 ]     | Probablement tétraploïde |
| Poisson rouge                                         | Carassius auratus auratus                             | 100                        | [ 9 ]     | Polyploïde |
| Rat piscivore d'Équateur                              | Anotomys leander                                      | 92                         | [ 10 ]    | Répertorié comme le mammifère possédant le plus grand nombre de chromosomes, avec Ichthyomys pittieri, jusqu'à la découverte de Tympanoctomys barrerae         |
| Rat mangeur de crabes de Pittier                      | Ichthyomys pittieri                                   | 92                         | [ 10 ]    | Répertorié comme le mammifère possédant le plus grand nombre de chromosomes, avec Anotomys leander, jusqu'à la découverte de Tympanoctomys barrerae            |
| Crevette tigrée verte                                 | Penaeus semisulcatus                                  | 90                         | [ 11 ]    | |
| Pigeon domestique                                     | Columba livia domestica                               | 80                         | [ 12 ]    | |
| Autruche d'Afrique                                    | Struthio Camelus                                      | 80                         | [ 12 ]    | |
| Chien                                                 | Canis lupus familiaris                                | 78                         | [ 13 ]    | |
| Coyote                                                | Canis latrans                                         | 78                         | [ 14 ]    | |
| Dingo                                                 | Canis lupus dingo                                     | 78                         | [ 14 ]    | |
| Poulet                                                | Gallus gallus domesticus                              | 78                         | [ 15 ]    | |
| Loup                                                  | Canis lupus                                           | 78                         | [ 14 ]    | |
| Loup à crinière                                       | Chrysocyon brachyurus                                 | 76                         | [ 14 ]    | |
| Renard à oreilles de chauve-souris                    | Otocyon megalotis                                     | 72                         | [ 14 ]    | |
| Cerf élaphe                                           | Cervus elaphus                                        | 68                         | [ 16 ]    | |
| Renard gris                                           | Urocyon cinereoargenteus                              | 66                         | [ 14 ]    | |
| Chinchilla à longue queue                             | Chinchilla lanigera                                   | 64                         | [ 17 ]    | |
| Echidné                                               | Tachyglossus aculeatus Zaglossus x                    | 63/64                      | [ 18 ]    | 63 pour les mâles (XXY) et 64 pour les femelles (XXXX) |
| Fennec                                                | Vulpes zerda                                          | 64                         | [ 14 ]    | |
| Cobaye                                                | Cavia porcellus                                       | 64                         | [ 13 ]    | |
| Mouffette tachetée                                    | Spilogale x                                           | 64                         | [ 13 ]    | |
| Cheval                                                | Equus ferus caballus                                  | 64                         | [ 13 ]    | |
| Mulet                                                 | Equus asinus × Equus caballus                         | 63                         |           | Semi-infertile en raison de son nombre impair de chromosomes (31 chr. provenant du père (âne) et 32 chr. provenant de la mère (jument))                        |
| Âne                                                   | Equus africanus asinus                                | 62                         | [ 13 ]    | |
| Vache                                                 | Bos taurus                                            | 60                         | [ 13 ]    | |
| Chèvre                                                | Capra Hircus                                          | 60                         | [ 13 ]    | |
| Éléphant                                              | Loxodonta africana Loxodonta cyclotis Elephas maximus | 56                         | [ 13 ]    | |
| Springbok                                             | Antidorcas marsupialis                                | 56                         | [ 13 ]    | |
| Bombyx du mûrier (ver à soie)                         | Bombyx mori                                           | 56                         | [ 20 ]    | |
| Capucin moine                                         | Cebus Capucinus                                       | 54                         | [ 13 ]    | |
| Escargot de Bourgogne                                 | Helix pomatia                                         | 54                         | [ 21 ]    | |
| Mouton                                                | Ovis Aries                                            | 54                         | [ 13 ]    | |
| Coton mexicain                                        | Gossypium hirsutum                                    | 52                         | [ 22 ]    | Allotétraploïde |
| Ornithorynque                                         | Ornithorhynchus anatinus                              | 52                         | [ 18 ]    | 10 chromosomes sexuels : 10 X pour les femelles, 5 X et 5 Y pour les mâles.                                                                                    |
| Ananas                                                | Ananas comosus                                        | 50                         | [ 22 ]    | |
| Mouffette rayée                                       | Mephitis mephitis                                     | 50                         | [ 23 ]    | |
| Poisson zèbre                                         | Danio rerio                                           | 50                         | [ 24 ]    | |
| Gardon                                                | Rutilus rutilus                                       | 50                         | [ 25 ]    | |
| Hérisson à ventre blanc                               | Atelerix albiventris                                  | 48                         | [ 26 ]    | |
| Lièvre d'Europe                                       | Lepus Europaeus                                       | 48                         | [ 27 ]    | |
| Castor d'Europe                                       | Castor fiber                                          | 48                         | [ 13 ]    | |
| Chimpanzé                                             | Pan troglodytes                                       | 48                         | [ 13 ]    | |
| Gorille                                               | Gorilla x                                             | 48                         | [ 13 ]    | Toutes les espèces et sous-espèces de gorilles possèdent 2n = 48 chromosomes                                                                                   |
| Orang-outan                                           | Pongo x                                               | 48                         | [ 13 ]    | |
| Pomme de terre                                        | Solanum tuberosum                                     | 48                         | [ 22 ]    | L'espèce cultivée est tétraploïde(2n=4x=48). Les espèces sauvages apparentées sont généralement diploïdes (2n=24).                                             |
| Tabac                                                 | Nicotiana tabacum                                     | 48                         | [ 22 ]    | L'espèce cultivée est tétraploïde. |
| Être Humain                                           | Homo sapiens                                          | 46                         |           | 44 chromosomes homologues et 2 chromosomes sexuels L'Homme peut aussi posséder 47 chromosomes (3 chromosomes sur une paire au lieu de 2), 2n=46+1 chromosomes. |
| Muntjac de Reeves                                     | Muntiacus reevesi                                     | 46                         | [ 13 ]    | |
| Antilope Nilgaut                                      | Boselaphus tragocamelus                               | 46                         | [ 13 ]    | |
| Tylonycteris robustula (chauve-souris)                | Tylonycteris robustula                                | 46                         | [ 13 ]    | |
| Oxyrhopus petolarius (serpent)                        | Oxyrhopus petolarius                                  | 46                         | [ 28 ]    | |
| Margouillat (gecko)                                   | Hemidactylus frenatus                                 | 46                         | [ 28 ]    | |
| Poisson-castor                                        | Amia calva                                            | 46                         | [ 28 ]    | |
| Éponge d'eau douce de Mueller                         | Ephydatia muelleri                                    | 46                         | [ 28 ]    | |
| Troène à feuilles ovales                              | Ligustrum ovalifolium                                 | 46                         | [ 29 ]    | |
| Petite pirole                                         | Pyrola minor                                          | 46                         | [ 30 ]    | |
| Olivier                                               | Olea europaea                                         | 46                         | [ 31 ]    | |
| Genêt à balais                                        | Cytisus scoparius                                     | 46                         | [ 32 ]    | |
| Frêne du midi                                         | Fraxinus angustifolia                                 | 46                         | [ 33 ]    | |
| Grand dauphin                                         | Tursiops truncatus                                    | 44                         | [ 13 ]    | |
| Blaireau européen                                     | Meles meles                                           | 44                         | [ 13 ]    | |
| Lapin domestique                                      | Oryctolagus cuniculus                                 | 44                         | [ 13 ]    | |
| Hamster doré                                          | Mesocricetus auratus                                  | 44                         | [ 13 ]    | |
| Caféier d'Arabie                                      | Coffea arabica                                        | 44                         | [ 34 ]    | Tétraploïde |
| Fossa                                                 | Cryptoprocta ferox                                    | 42                         | [ 13 ]    | |
| Rat brun                                              | Rattus norvegicus                                     | 42                         | [ 13 ]    | |
| Macaque rhésus                                        | Macaca mulatta                                        | 42                         | [ 13 ]    | |
| Glouton                                               | Gulo gulo                                             | 42                         | [ 13 ]    | |
| Panda géant                                           | Ailuropoda melanoleuca                                | 42                         | [ 13 ]    | |
| Avoine                                                | Avena sativa                                          | 42                         | [ 22 ]    | Cette espèce cultivée est hexaploïde (2n=6x=42). Il existe aussi des espèces cultivées diploïdes et tétraploïdes.                                              |
| Blé tendre                                            | Triticum aestivum                                     | 42                         | [ 22 ]    | Cette espèce cultivée est hexaploïde (2n=6x=42). Le blé dur, Triticum turgidum var. durum, est tétraploïde (2n=4x=28).                                         |
| Castor du Canada                                      | Castor canadensis                                     | 40                         | [ 13 ]    | |
| Furet                                                 | Mustela putorius furo                                 | 40                         | [ 13 ]    | |
| Hyène tachetée                                        | Crocuta crocuta                                       | 40                         | [ 13 ]    | |
| Manguier                                              | Mangifera indica                                      | 40                         | [ 22 ]    | |
| Souris grise                                          | Mus musculus                                          | 40                         | [ 13 ]    | |
| Chien viverrin                                        | Nyctereutes procyonoides                              | 38                         | ,         | Il existe des variations individuelles du nombre de chromosomes chez les mâles                                                                                 |
| Raton laveur                                          | Procyon lotor                                         | 38                         | [ 13 ]    | |
| Martre des pins                                       | Martes martes                                         | 38                         | [ 13 ]    | |
| Fouine                                                | Martes foina                                          | 38                         | [ 13 ]    | |
| Chat                                                  | Felis catus                                           | 38                         | [ 13 ]    | |
| Vison d'Europe                                        | Mustela lutreola                                      | 38                         | [ 13 ]    | |
| Lion                                                  | Panthera leo                                          | 38                         | [ 13 ]    | |
| Tigre                                                 | Panthera tigris                                       | 38                         | [ 13 ]    | |
| Porc ou cochon domestique                             | Sus scrofa domesticus                                 | 38                         | [ 13 ]    | |
| Colza                                                 | Brassica napus                                        | 38                         | [ 36 ]    | |
| Rutabaga                                              | Brassica napus 'subsp.' napobrassica                  | 38                         | [ 37 ]    | Résulterait de la fusion de deux génomes : Brassica oleracea (choux potagers, n = 9) × Brassica rapa (navet, choux de Chine, n = 10.                           |
| Loutre d'Europe                                       | Lutra lutra                                           | 36                         | [ 13 ]    | |
| Ver de terre                                          | Lumbricus terrestris                                  | 36                         | [ 28 ]    | |
| Panda roux                                            | Ailurus fulgens                                       | 36                         | [ 13 ]    | |
| Renard du Tibet                                       | Vulpes ferrilata                                      | 36                         | [ 14 ]    | |
| Porc-épic d'Amérique                                  | Erethizon dorsatum                                    | 34                         | [ 17 ]    | |
| Renard roux                                           | Vulpes vulpes                                         | 34                         | [ 14 ]    | 34 chromosomes et 3 à 5 microsomes |
| Pomme                                                 | Malus sylvestris                                      | 34                         | [ 38 ]    | |
| Tournesol                                             | Helianthus annuus                                     | 34                         | [ 39 ]    | |
| Alligator d'Amérique                                  | Alligator mississippiensis                            | 32                         | [ 40 ]    | |
| Crocodile du Nil                                      | Crocodylus niloticus                                  | 32                         | [ 28 ]    | |
| Luzerne cultivée                                      | Medicago sativa                                       | 32                         | [ 22 ]    | La luzerne cultivée est tétraploïde (2n=4x=32). Les espèces sauvages sont diploïdes (2n=16).                                                                   |
| Levure de boulanger                                   | Saccharomyces cerevisiae                              | 32                         | [ 41 ]    | Premier organisme eucaryote entièrement séquencé (23 avril 1996). Peut se reproduire sous deux formes : haploïde (n = 16) et diploïde (2n = 32).               |
| Girafe                                                | Giraffa camelopardalis                                | 30                         | [ 13 ]    | |
| Vison d'Amérique                                      | Neovison vison                                        | 30                         | [ 13 ]    | |
| Grenouille agile                                      | Rana dalmatina                                        | 26                         | [ 28 ]    | |
| Rainette verte                                        | Hyla arborea                                          | 24                         | [ 42 ]    | |
| Morelle douce-amère                                   | Solanum dulcamara                                     | 24                         | [ 33 ]    | |
| Coqueret alkékenge                                    | Physalis alkekengi                                    | 24                         | [ 33 ]    | |
| Riz                                                   | Oryza sativa                                          | 24                         | [ 22 ]    | |
| Tomate                                                | Solanum lycopersicum                                  | 24                         | [ 43 ]    | |
| Pin maritime                                          | Pinus pinaster                                        | 24                         | [ 32 ]    | Même nombre de chromosomes pour les autres espèces de Pinus, tels que le pin noir, le pin parasol, le pin blanc de Corée...                                    |
| Haricot                                               | Phaseolus vulgaris sp.                                | 22                         | [ 22 ]    | |
| Crapaud                                               | Bufo bufo                                             | 22                         | [ 28 ]    | |
| Opossum commun                                        | Didelphis marsupialis                                 | 22                         | [ 44 ]    | |
| Cannabis                                              | Cannabis sativa                                       | 20                         | [ 45 ]    | |
| Maïs                                                  | Zea mays                                              | 20                         | [ 22 ]    | |
| Betterave                                             | Beta vulgaris                                         | 18                         | [ 46 ]    | |
| Chou                                                  | Brassica oleracea                                     | 18                         | [ 22 ]    | Chou vert, chou rouge, brocoli, chou de Bruxelles, chou frisé, chou-rave... sont des variétés de Brassica oleracea.                                            |
| Radis                                                 | Raphanus sativus                                      | 18                         | [ 22 ]    | |
| Oranger                                               | Citrus sinensis                                       | 18                         | [ 47 ]    | |
| Chlamydomonas reinhardtii (algue verte unicellulaire) | Chlamydomonas reinhardtii                             | 17                         | [ 48 ]    | Haploïde, organisme modèle |
| Kangourou géant Kangourou gris                        | Macropus giganteus Macropus fuliginosus               | 16                         | [ 13 ]    | |
| S cerivisiae                                          | S cerivisiae                                          | 16                         | [ 49 ]    | séquencé en 1996, 6000 gènes |
| Macropus giganteus Macropus fuliginosus               | Macropus giganteus Macropus fuliginosus               | 16                         | [ 13 ]    | |
| Abeille européenne                                    | Apis mellifera                                        | 16/32                      | [ 50 ]    | Les femelles sont diploïdes (2n=32), les mâles sont haploïdes (n=16), : on parle de détermination sexuelle haplodiploïde                                       |
| Cerisier des oiseaux                                  | Prunus avium                                          | 16                         | [ 51 ]    | |
| Oignon                                                | Allium cepa                                           | 16                         | [ 52 ]    | Parmi les variétés cultivées, certaines sont polyploïdes (2n = 32 et 54)                                                                                       |
| Orge                                                  | Hordeum vulgare                                       | 14                         | [ 22 ]    | |
| Pois                                                  | Pisum sativum                                         | 14                         | [ 22 ]    | |
| Seigle                                                | Secale cereale                                        | 14                         | [ 22 ]    | |
| Mouche                                                | Musca domestica                                       | 12                         | [ 54 ]    | |
| Caenorhabditis elegans (nématode)                     | Caenorhabditis elegans                                | 11/12                      | [ 15 ]    | 12 pour les hermaphrodites (XX), 11 pour les mâles (X) (système XX/X0 de détermination sexuelle) ; organisme modèle en biologie moléculaire                    |
| Wallaby bicolore                                      | Wallabia bicolor                                      | 10/11                      | [ 13 ]    | 10 pour les femelles (XX), 11 pour les mâles (XY1Y2) |
| Arabette des dames                                    | Arabidopsis thaliana                                  | 10                         | [ 56 ]    | Un des plus petits génomes connus dans le monde végétal, totalement séquencé en 2000.                                                                          |
| Mouche du vinaigre (drosophile)                       | Drosophila melanogaster                               | 8                          | ,         | organisme modèle en biologie moléculaire ; génome totalement séquencé en 2000.                                                                                 |
| Neurospora crassa (champignon filamenteux)            | Neurospora crassa                                     | 7                          | [ 59 ]    | Haploïde ; organisme modèle ; génome totalement séquencé en 2003                                                                                               |
| Muntjac indien                                        | Muntiacus muntjak vaginalis                           | 6/7                        | [ 13 ]    | 6 pour les femelles (XX), 7 pour les mâles (XY1Y2). Le plus petit nombre de chromosomes parmi les mammifères.                                                  |
| Amibe sociale                                         | Dictyostelium discoideum                              | 6                          | [ 60 ]    | Haploïde (n=6) |
| Moustique                                             | Aedes aegypti                                         | 6                          | [ 61 ]    | Toutes les espèces de moustique (Culicidae) possèdent 2n=6 chromosomes, sauf Chagasia bathana qui en possède 2n=8.                                             |
| Luzule élégante                                       | Luzula elegans                                        | 6                          | [ 62 ]    | |
| Penicillium notatum (champignon microscopique)        | Penicillium notatum                                   | 4                          | [ 63 ]    | Haploïde |
| Parascaris univalens (nématode)                       | Parascaris univalens                                  | 2                          | [ 64 ]    | |
| Myrmecia pilosula (fourmi australienne)               | Myrmecia pilosula                                     | 1/2                        | [ 65 ]    | Les femelles, diploïdes, possèdent (2n=2) chromosomes ; les mâles, haploïdes, n'en ont qu'un seul (n=1).                                                       |